# Gymnallabes
Gymnallabes is een geslacht van straalvinnige vissen uit de familie van de kieuwzakmeervallen (Clariidae).

## Soorten
- Gymnallabes nops Roberts & Stewart, 1976
- Gymnallabes typus Günther, 1867